# Il tesoro della Sierra Madre
Il tesoro della Sierra Madre (The Treasure of the Sierra Madre) è un film del 1948 diretto da John Huston e interpretato da Humphrey Bogart, Walter Huston e Tim Holt, adattamento dell'omonimo romanzo pubblicato nel 1927 dallo scrittore B. Traven.
Alla sua uscita ottenne un grande successo di critica ed è considerato da molti il capolavoro di Huston che si aggiudicò sia l'Oscar per la regia sia quello per la sceneggiatura. Il terzo (miglior attore non protagonista) lo ottenne Walter Huston, padre del regista e veterano di Hollywood che si cimentò in una delle sue ultime e più acclamate interpretazioni, quella dell'anziano cercatore d'oro Howard.
Nel 1990 è stato scelto per la conservazione nel National Film Registry della Biblioteca del Congresso degli Stati Uniti, in quanto giudicato "di rilevante significato estetico, culturale e storico", e nel 1998 è risultato 30º nella lista dei 100 migliori film statunitensi di sempre dell'American Film Institute, mentre nell'edizione aggiornata del 2007 è sceso al 38º posto. L'AFI lo ha inoltre posizionato al 67º posto tra i cento film più coinvolgenti e avvincenti del cinema americano e nel 2012 è entrato nella Film Hall of Fame della Online Film & Television Association.

## Trama
Messico, 1925. Fred C. Dobbs e Bob Curtin sono due americani senza un soldo che tentano di sbarcare il lunario a Tampico. Dopo essere stati raggirati da un imbroglione si fanno convincere dall'anziano ex minatore Howard ad andare sulle montagne messicane in cerca dell'oro e grazie alla vincita di Dobbs ad una lotteria, i tre riescono a finanziare la spedizione. Inizialmente la ricerca sulle alture della Sierra Madre si rivela più dura del previsto per Dobbs e Curtin, ma grazie all'esperienza di Howard riescono finalmente a trovare una vena aurifera.
La spedizione sembra dare i suoi frutti ma Dobbs diventa sempre più diffidente nei confronti degli altri due e le cose si complicano ulteriormente con l'arrivo di Jim Cody, un altro cercatore americano che minaccia di denunciarli a meno che non lo accettino come socio. I tre decidono di eliminarlo proprio quando avvistano un gruppo di banditi diretti verso il loro accampamento. L'assalto dei banditi guidati da Cappello d'oro viene respinto, grazie anche all'intervento provvidenziale dei federali messicani, ma Cody rimane ucciso durante lo scontro. In una sua tasca, i tre cercatori trovano una lettera che l'uomo aveva ricevuto dalla moglie, una commovente dichiarazione d'amore in cui esprimeva la speranza di veder presto tornare il proprio uomo partito in cerca di fortuna.
I tre smantellano il campo e si apprestano a tornare a Durango, quando Howard è chiamato a prestare soccorso in un villaggio dove un bambino lotta tra la vita e la morte. Gli altri due continuano il viaggio ma Dobbs è sempre più preda della paranoia scatenata dalla bramosia dell'oro ed è disposto a tutto, anche ad uccidere Curtin. Credendolo morto dopo avergli sparato, Dobbs si allontana con l'oro ma viene sorpreso e ucciso dai resti della banda di Cappello d'oro che lacerano con i loro coltelli i sacchetti sul dorso dei muli, senza rendersi conto che contengono polvere d'oro.
Curtin e Howard nel frattempo si sono ricongiunti e arrivano nel villaggio dove i banditi stanno cercando di vendere i muli rubati a Dobbs. I banditi vengono arrestati e fucilati dai federali e i due vanno sul posto dove è stato ucciso Dobbs, solo per scoprire che tutto è ormai perduto: il vento ha riportato il frutto della loro fatica proprio sulle montagne della Sierra Madre dalle quali era stato prelevato.

## Produzione
Nel 1941 la Warner Bros. aveva acquistato i diritti del romanzo di B. Traven con l'intenzione di realizzare un film da affidare a John Huston. Lo stesso regista, che lo aveva letto nel 1936, pensò che sarebbe stato materiale per un ottimo film, tuttavia il progetto iniziò a prendere forma solo nel luglio 1942, dopo che fu richiamato in servizio dallo U.S. Army.

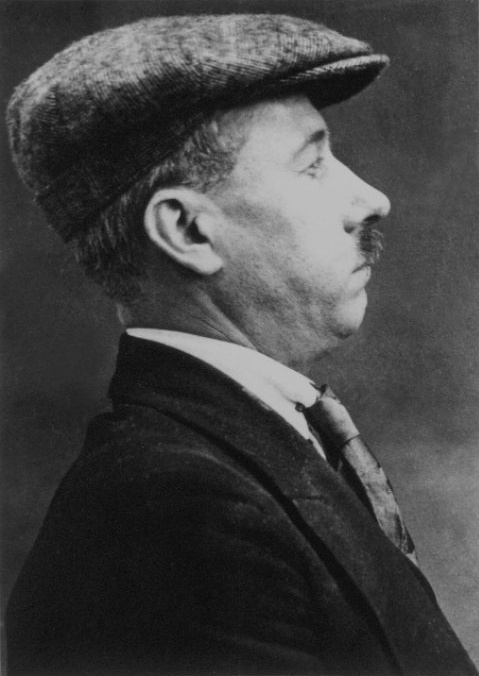
Lo scrittore B. Traven

Lo studio propose quindi Vincent Sherman per la regia e a dicembre Robert Rossen iniziò a lavorare a una bozza della sceneggiatura, ma il produttore Henry Blanke insistette per rinviare il progetto fino al ritorno di Huston dalla guerra. Rientrato dal servizio attivo al seguito delle forze alleate, Huston si mise in contatto con Traven e iniziò a progettare Il tesoro della Sierra Madre.
Il regista decise di mantenere gran parte dei dialoghi del romanzo originale per la sceneggiatura, come aveva già fatto anni prima per Il mistero del falco, e sia lui che Blanke convennero che il film avrebbe dovuto essere girato in Messico. Venne organizzato anche un incontro nella capitale ma il giorno stabilito lo scrittore non si presentò. Pochi giorni dopo Huston fu contattato da un uomo che disse di chiamarsi Hal Croves e di essere l'agente letterario di Traven, che gli consegnò una lettera in cui lo scrittore spiegava che a causa del suo precario stato di salute lo aveva incaricato di rappresentarlo. Croves fu assunto dalla Warner Bros. come consulente tecnico, anche se a Huston rimase il sospetto che Croves e Traven fossero in realtà la stessa persona. Il sospetto arrivò alla stampa e l'agente rispose con una feroce smentita, sottolineando anche che i 150 dollari a settimana che riceveva dalla produzione erano molto meno di quanto valesse un autore della fama di Traven.
Secondo un articolo apparso il 22 dicembre 1978 sul New York Times, un gruppo di ricercatori della BBC avrebbe confermato la teoria di Huston scoprendo che il vero nome di Traven era Herman Albert Otto Maksymillian Feige, nato nel 1882 in Polonia e fuggito dalla Germania nel 1919, apparentemente per evitare una condanna a morte per le sue attività rivoluzionarie. In realtà, ad oggi la vera identità di B. Traven non è stata accertata definitivamente.

### Il cast
Nel 1942 la Warner Bros. aveva pensato di affidare a Edward G. Robinson il ruolo principale di Dobbs e a George Raft e John Garfield quelli di Howard e Curtin. Quando diversi anni dopo il progetto riprese sotto la guida di John Huston, le voci dell'imminente inizio della produzione arrivarono a Humphrey Bogart, diventato nel frattempo la principale star dello studio, che si propose immediatamente per il ruolo di Dobbs. Durante le riprese, l'attore soffrì tra l'altro di una carenza vitaminica che gli causò la caduta dei capelli e lo costrinse a indossare tre parrucche diverse.
Anche se quando aveva letto il romanzo nel 1936 aveva avuto la certezza che la parte sarebbe stata perfetta per il padre Walter, dopo dodici anni il regista convenne che Bogart era più adatto e riservò al padre quella di Howard. Dopo essere stato un idolo dei matinée negli ultimi vent'anni, Walter Huston si mostrò preoccupato per come ne avrebbe risentito la sua immagine e affatto sicuro di essere in grado di interpretare il burbero cercatore d'oro. Lo stesso Traven avrebbe preferito un attore più anziano come Lewis Stone per rimanere fedele al romanzo, così che per renderlo più credibile John riuscì a convincerlo a recitare senza la dentiera.
La prima scelta di Huston per il ruolo di Bob Curtin fu Ronald Reagan, ma Jack Warner preferì averlo in La voce della tortora e la parte fu assegnata a Tim Holt. Nel film fa una breve apparizione anche il padre di quest'ultimo, Jack Holt, star dei western e dei film azione ai tempi del muto presente all'inizio del film tra gli uomini caduti in miseria nel dormitorio "El Oso Negro". Zachary Scott fu invece preso in considerazione per la parte di Jim Cody, che fu poi affidata a Bruce Bennett.
Oltre allo stesso regista, presente in un cameo nelle sequenze iniziali (è il turista americano al quale Bogart chiede ripetutamente qualche spicciolo per il pranzo), nel film compaiono non accreditati Jay Silverheels (noto in seguito per il personaggio di Tonto nella serie Il cavaliere solitario) e un giovanissimo Robert Blake che interpreta il bambino che vende a Dobbs il biglietto della lotteria.

### Le riprese

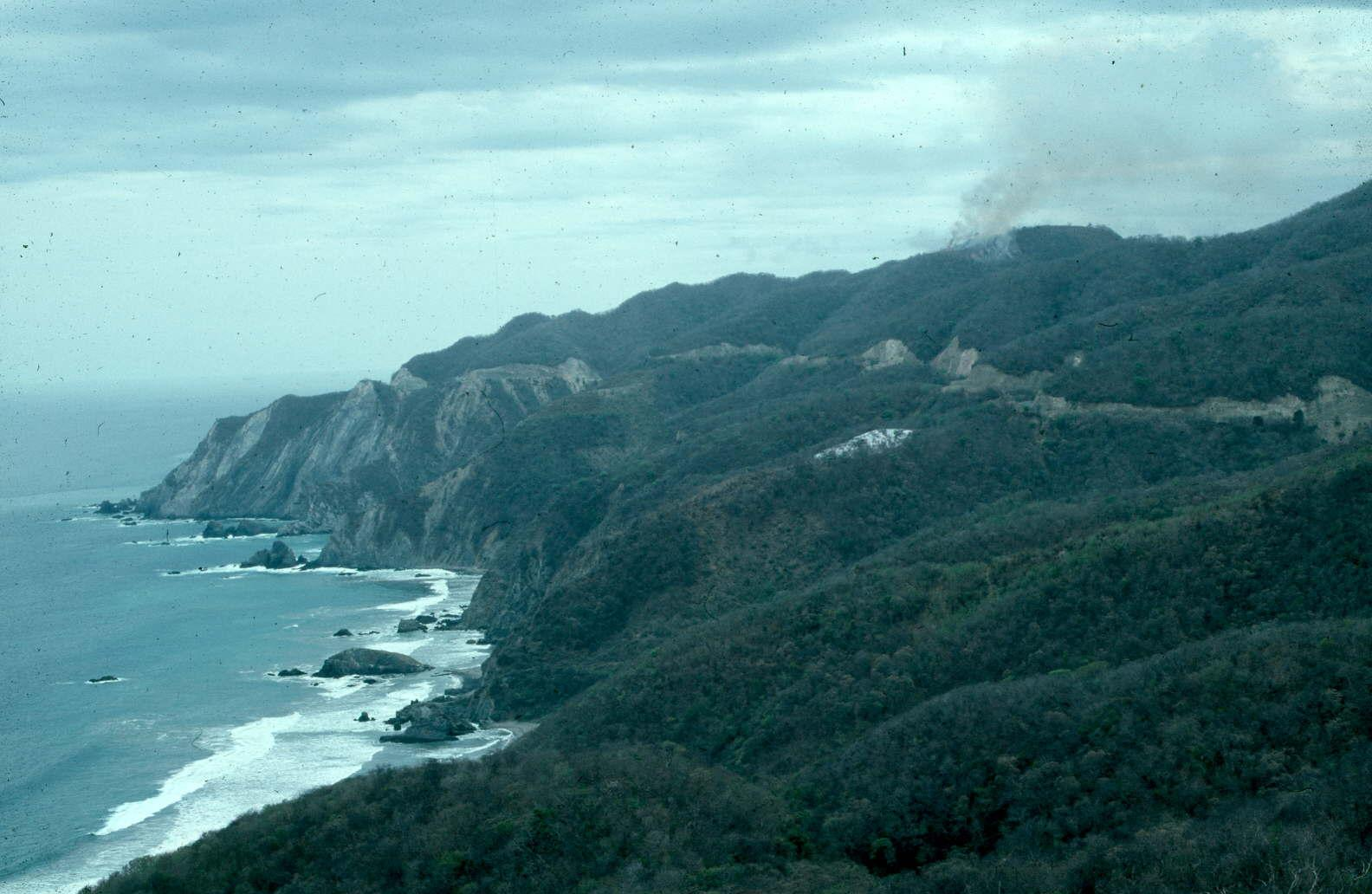
Veduta della Sierra Madre del Sud lungo la costa del Michoacán.

Il tesoro della Sierra Madre fu una delle prime produzioni di Hollywood girate al di fuori degli Stati Uniti. Le riprese iniziarono il 6 aprile 1947 e furono effettuate quasi interamente in Messico, nella regione montuosa della Sierra Madre del Sud (Jungapeo, stato di Michoacán) e in quella occidentale (Tampico, Bavispe, Bacerac).
Proprio mentre Huston stava iniziando a girare a Tampico le riprese furono bloccate dal governo locale, inizialmente senza alcuna spiegazione. Il regista scoprì presto che un giornale del posto aveva accusato lo studio di realizzare un film poco lusinghiero nei confronti del Messico e il motivo era che la produzione non aveva rispettato la "consuetudine" di far scorrere un po' di denaro verso l'editore. Grazie all'intercessione degli artisti Diego Rivera e Miguel Covarrubias, che riuscirono a parlare con il presidente messicano, le accuse diffamatorie furono lasciate cadere e la lavorazione poté proseguire.
Durante il soggiorno in Messico, John Huston prese sotto la sua ala un ragazzino di nome Pablo che divenne la mascotte della troupe. Quando le riprese terminarono, decise di adottarlo e di portarlo negli Stati Uniti (all'insaputa della terza moglie, l'attrice Evelyn Keyes). Pablo proseguì gli studi, si sposò ed ebbe tre figli, ma in seguito abbandonò la famiglia per tornare a Città del Messico, dove divenne un rivenditore di macchine usate.
Huston e il produttore Henry Blanke avevano convinto Jack Warner che sarebbe stato un film facile da realizzare e che sarebbero entrati e usciti dal Messico in poche settimane, ma quando i tempi si allungarono e le spese cominciarono ad aumentare il boss dello studio iniziò a preoccuparsi, tanto che durante la visione di un giornaliero gridò a Blanke: «Certo che stanno cercando l'oro, il mio!».
Insistente sulla perfezione, Huston andò avanti imperterrito scatenando l'ira di Warner e di Humphrey Bogart, desideroso di terminare il film per partecipare con il suo yacht "Santana" ad una regata a Honolulu. «John voleva che tutto fosse perfetto», ha raccontato in seguito l'attore, «se vedeva una montagna vicina che poteva servire per scopi fotografici, quella montagna non era buona, troppo facile da raggiungere. Se avessimo potuto raggiungere una location senza dover guadare un paio di ruscelli e camminare attraverso zone infestate da serpenti sotto il sole cocente, allora non era del tutto giusto».
Quando il budget superò i 3 milioni di dollari, Warner perse le staffe e fece tornare l'unità agli studios di Burbank per terminare la lavorazione. Il film fu completato il 18 luglio 1947, dopo circa 3 mesi e mezzo e con una spesa di oltre 3,5 milioni, che ne fece la produzione più costosa mai realizzata dalla Warner Bros. fino a quel momento..

## Distribuzione
Il film fu proiettato in anteprima il 15 gennaio 1948 a Los Angeles e il 23 gennaio a New York. Dal giorno successivo fu distribuito nelle sale degli Stati Uniti. Il 18 aprile 1949 fu oggetto di un adattamento radiofonico trasmesso nella serie antologica statunitense Lux Radio Theatre della CBS, con Humphrey Bogart e Walter Huston negli stessi ruoli del film.

### Date di uscita
- Stati Uniti (The Treasure of the Sierra Madre) – 24 gennaio 1948
- Argentina (El tesoro de la Sierra Madre) – 1º aprile 1948
- Svezia (Sierra Madres skatt) – 29 aprile 1948
- Messico (El tesoro de la Sierra Madre) – 15 luglio 1948
- Finlandia (Sierra Madren aarre) – 20 agosto 1948
- Spagna (El tresor de Sierra Madre) – 20 ottobre 1948
- Italia (Il tesoro della Sierra Madre) – 20 novembre 1948
- Portogallo (O Tesouro da Sierra Madre) – 30 novembre 1948
- Danimarca (Tre mand søger guld) – 4 febbraio 1949
- Francia (Le trésor de la Sierra Madre) – 11 febbraio 1949
- Regno Unito (The Treasure of the Sierra Madre) – 18 febbraio 1949
- Giappone (Ougon) – 24 maggio 1949
- Uruguay (El tesoro de la Sierra madre) – 3 giugno 1949
- Germania Ovest (Der Schatz der Sierra Madre) – 14 giugno 1949
- Austria (Der Schatz der Sierra Madre) – 27 settembre 1949
- Australia (The Treasure of the Sierra Madre) – 3 marzo 1950
- Slovenia (Zaklad Sierra Madre) – 23 marzo 1951
- Germania Est (Der Schatz der Sierra Madre) – 3 gennaio 1964

## Accoglienza

### Incassi
Secondo quanto riportò la rivista Variety, nel 1948 il film incassò 2,3 milioni di dollari negli Stati Uniti risultando 50º al botteghino annuale, mentre secondo i dati della Warner Bros. incassò complessivamente circa 4 milioni di dollari, di cui 2,7 negli Stati Uniti.

### Critica
Il sito Rotten Tomatoes riporta il 100% di recensioni professionali con giudizio positivo e un voto medio di 9,1 su 10, mentre il sito Metacritic assegna al film un punteggio di 99 su 100 basato su 9 recensioni. Alla sua uscita la critica accolse il film in maniera entusiasta, ma l'elogio forse più inaspettato arrivò da Jack Warner, che in un telegramma del 1º agosto 1947 scrisse: «Il tesoro della Sierra Madre è il più grande film che abbiamo mai fatto. È davvero quello che abbiamo sempre desiderato».
Il Time lo definì una delle cose migliori che Hollywood avesse fatto dall'inizio del sonoro e giudicò la performance di Walter Huston «il suo miglior lavoro di recitazione in tutta la carriera», così come il Theatre Arts Magazine che sottolineò la sua prova descrivendola come «la più acuta performance mai vista sugli schermi americani». Bosley Crowther scrisse sul New York Times che il regista aveva «dato forma a un dramma indagatore della collisione tra la feroce avidità della civiltà e l'istinto di autoconservazione, in un ambiente in cui tutte le barriere sono abbassate». Nella sua recensione del 31 gennaio 1948 sulla rivista The Nation, l'autore e critico James Agee giudicò John Huston secondo solo a Charlie Chaplin definendolo «l'uomo più talentuoso che lavori nel cinema americano».
Oltre ad essere considerato da molti il miglior film diretto da John Huston, Il tesoro della Sierra Madre è stato citato come film preferito da Robert Redford, Sam Raimi e riconosciuto come fonte d'ispirazione da registi come Stanley Kubrick, Sam Peckinpah, Paul Thomas Anderson (soprattutto per Il petroliere del 2007) e Steven Spielberg, che ha dichiarato di aver attinto al personaggio di Dobbs per la creazione di Indiana Jones.

## Riconoscimenti
- 1949 – Premio Oscar

Miglior regista a John Huston
Miglior attore non protagonista a Walter Huston
Migliore sceneggiatura a John Huston
Candidatura per il miglior film
- 1949 – Golden Globe

Miglior film drammatico (ex aequo con Johnny Belinda)
Miglior regista a John Huston
Miglior attore non protagonista a Walter Huston
- 1948 – Mostra internazionale d'arte cinematografica di Venezia

Premio internazionale per il miglior commento musicale a Max Steiner
Candidatura al Gran Premio Internazionale per il miglior film a John Huston
- 1948 – National Board of Review of Motion Pictures Awards

Miglior attore a Walter Huston
Migliore sceneggiatura a John Huston
Top Ten Films
- 1950 – BAFTA Awards

Candidatura per il miglior film internazionale
- 1948 – New York Film Critics Circle Awards

Miglior film
Miglior regista a John Huston
Candidatura per il miglior attore a Walter Huston
- 1949 – Writers Guild of America Award

Migliore sceneggiatura di un film western a John Huston
Candidatura per la migliore sceneggiatura di un film drammatico a John Huston
Una battuta del film ("Documenti? No abbiamo documenti! Non ci occorrono documenti! E noi non dobbiamo mostrare documenti a nessuno!", "Badges? We ain't got no badges! We don't need no badges! I don't have to show you any stinking badges!" in lingua originale) è stata inserita nel 2005 nella lista delle cento migliori citazioni cinematografiche di tutti i tempi stilata dall'American Film Institute, nella quale figura al 36º posto.

## Colonna sonora
La colonna sonora realizzata dal compositore Max Steiner, già vincitore di tre premi Oscar, è stata pubblicata la prima volta negli Stati Uniti nel 1997 dalla Centaur Records insieme a quella del film La carica dei seicento di Michael Curtiz, con i brani eseguiti dall'Orchestra Filarmonica di Stato di Košice diretta da Barry Kolman.
Nel 2000 l'etichetta Marco Polo ha distribuito una nuova versione eseguita dall'Orchestra Filarmonica di Mosca condotta da William T. Stromberg, mentre nel 2002 la Rhino Handmade ha pubblicato un'edizione limitata con le musiche originali eseguite dall'orchestra della Warner Bros. diretta dallo stesso Max Steiner.

### Edizioni e tracce
Ediz. Centaur Records 1997
1. Treasure of Sierra Madre Suite – 30:53
  - I Pardners – 08:26
  - II Bandits – 06:39
  - III Madness – 10:23
  - IV Durango – 05:14

1. The Charge of the Light Brigade Suite – 35:04
  - I Introduction: The Light Brigade, Romance, Sarat Khan – 07:21
  - II Massacre – 11:50
  - III The Charge – 15:42

Ediz. Marco Polo 2000
1. Main Title – 01:48
2. El Desayuno – 01:59
3. Attack on the Train – 01:39
4. The Journey Commences – 03:29
5. Windstorm – 01:28
6. Campfire/Up There/Water Trough/Gold Digging/Cave In/Rescue – 05:25
7. Texas Memories – 01:06
8. Night/Distrust/Gila Monster – 04:41
9. Bandits/Outnumbered/Federales – 07:01
10. Cody's Letter/ Texas Memories (Reprise) – 03:07
11. Packing Up/Indian Visitors – 02:25

1. Funeral Chant – 03:12
2. Unwilling Caretakers – 02:20
3. Madness – 03:37
4. Narange Dolce – 01:26
5. After Dobbs/The Man in the Hole!/Arrested – 05:42
6. The Ruins – 02:04
7. Texas Memories/Finale – 01:36
8. End Cast – 00:22
9. Theatrical Trailer – 02:38
10. Alternate Main Title – 01:47
11. Alternate Finale – 01:22

Ediz. Rhino Handmade 2002
1. Main Title – 01:27
2. Partners – 00:10
3. The Trek – 03:24
4. Windstorm – 01:22
5. Those Endearing Young Charms – 00:25
6. Up There! – 00:14
7. Water Trough – 00:40
8. Night/Cave In – 02:14
9. Call for Help – 01:07
10. Texas Memories – 01:05
11. Night and Distrust – 02:36
12. Gila Monster – 00:30
13. Gila Monster Uncovered – 00:34
14. Unwelcome Visitor – 01:02
15. Bandits – 03:50

1. Gunfight/Federales – 04:17
2. Cody's Letter – 02:41
3. Packing Up – 01:29
4. Indian Visitors – 00:24
5. Unwilling Caretakers – 00:43
6. Madness and Murder/Indian Village – 09:42
7. After Dobbs/Dobbs Is Killed – 05:11
8. Bandits Arrested – 00:45
9. The Ruins – 02:34
10. Texas Memories/Finale – 01:36
11. End Cast – 00:21
12. Indian Celebration – 00:53
13. Pardners Harmonica Solo – 00:31
14. Pardners Dance Band Arrangement – 02:18